# سييغو نارازاكي
سييغو نارازاكي، من مواليد 11 ابريل 1976 في نارا في اليابان، لاعب كرة قدم ياباني.
بدأ مسيرته الكروية مع نادي يوكوهاما فلوغولز في عام 1995، ولعب معهم حتى عام 1998، وشارك معهم في 104 مباريات، ومنذ عام 1998 وهو يلعب مع نادي ناغويا غرامبوس إيت.
و قد بدأ باللعب مع منتخب اليابان لكرة القدم في عام 1998.

## مسيرته الكروية
لعب سييغو نارازاكي خلال مسيرته الاحترافية مع ناديين في ثلاثة وعشرون موسمًا ولم يسجل خلالها أي هدف ضمن 659 مباراة. حيث فاز في موسمين بالكأس وفي موسم واحد بالدوري.
خاض سييغو نارازاكي مسيرته مع نادي يوكوهاما فلوغلس في موسم 1995 ليلعب معه أربعة مواسم، مشاركًا في 104 مباراة ولم يسجل أي هدف. ثم انتقل إلى نادي ناغويا غرامبوس في موسم 1999 ليلعب معه تسعة عشر موسمًا، حيث شارك في 555 مباراة ولم يسجل أي هدف أيضًا.

## روابط خارجية
- سييغو نارازاكي على موقع الاتحاد الدولي (مؤرشف)  (الإنجليزية)
- سييغو نارازاكي على موقع رابطة كرة القدم اليابانية للمحترفين (اليابانية)
- سييغو نارازاكي على موقع قاعدة بيانات كرة القدم.إي يو (الإنجليزية)
- سييغو نارازاكي على موقع ناشيونال فوتبول تيمز (الإنجليزية)
- سييغو نارازاكي على موقع Soccerway.com (الإنجليزية)
- سييغو نارازاكي على موقع عالم كرة القدم.نت (الإنجليزية)
- سييغو نارازاكي على موقع كووورة
- سييغو نارازاكي على موقع أوليمبيديا (الإنجليزية)